# Зелёный Гай (Письменский поселковый совет)
Зелёный Гай (укр. Зелений Гай) — село,
Письменский поселковый совет,
Васильковский район,
Днепропетровская область,
Украина.
Код КОАТУУ — 1220755405. Население по переписи 2001 года составляло 7 человек.

## Географическое положение
Село Зелёный Гай находится на расстоянии в 0,5 км от села Шевченковское.